# Doletskó Teréz
Zsalozovits Józsefné Doletskó Teréz, névváltozatok: Dolecskó, Doleskó, Talitska, beceneve: Rézi néni (Szeged, 1818. szeptember 1. (keresztelés) – Szeged, 1883. szeptember 29.) szakácsnő, szakácskönyvíró.

## Életrajza
Doletskó János és Nicht (Nikt) Éva leányaként született. 1850—1879 között Szegeden élt, a piaristák szakácsnője volt. 1872-ben Ferenc József szegedi látogatása alkalmával az udvari konyhán közreműködött. Férje, Zsalosovits József algyői származású volt, városi adóvégrehajtóként dolgozott. 1856. május 26-án kötöttek házasságot a szeged-belvárosi plébánián, a vőlegény és a menyasszony is 34 éves volt ekkor.
Életében egyetlen kötete jelent meg: Szegedi szakácskönyv címen Szegeden, 1876-ban. A könyv 2. kiadása 1878-ban, 4. bővített kiadása, Szegeden, 1886-ban; összesen 10 000 példány kelt el belőle. A 484 számozott oldalt tartalmazó, ezernél több ételkészítési utasítással ellátott szakácskönyv huszonegy fejezetet tartalmaz. Nagy sikerét valószínűleg annak köszönheti, hogy tartalmazza a millenniumi magyar gasztronómia „minden gyöngyszemét”, kezdve a levestől a süteményig, fagylalttól az "ecetbe csinált gyümölcs és zöldség”-ig, ezeken túl pedig még gyakorlati tanácsokat is nyújt a húsok szeleteléséről, az ünnepi asztal megterítéséről, valamint komplett étlapokat is ajánl minden alkalomra. Az 1876-ban megjelent szakácskönyv első kiadása Szegeden jelent meg. A szakácskönyv óriási sikerére jellemző, hogy 1890-ben már az ötödik kiadásnál tartott, 1926-re pedig már összesen tizenhat kiadást ért meg. A királyné is kapott egy díszpéldányt és szerzőjének 50 forintot küldött a főudvarmesteri hivatal által.
Rézi néni 62 éves korában, 1883. szeptember 29-én hunyt el Szegeden, 30-án helyezték örök nyugalomra.

## Kultúr- és gasztronómiai történeti érdekessége
A szakácskönyv nyolcadik szakaszában, a 161-162. oldalon, az 507. receptként, először találjuk meg leírva a halászlé receptjét.

## Munkái
- Szegedi szakácskönyv. Szeged, 1876 (2. kiadás: Szeged, 1878., 4. bővített kiadás: Szeged, 1886)